# Li Yu (Regisseurin)
Li Yu (chinesisch 李玉, Pinyin Lǐ Yù; * 2. Dezember 1973 in Shandong) ist eine chinesische Filmregisseurin und Drehbuchautorin.

## Biografie
Mit sechzehn Jahren begann sie, bei einem lokalen Fernsehsender als Gastmoderatorin zu arbeiten. Nach dem Abschluss ihres Studiums der chinesischen Literatur an der Universität ging sie nach Peking, wo sie zunächst als Sprecherin in Fernsehproduktionen tätig war und zum staatlichen Fernsehsender Chinesisches Zentral-Fernsehen ging, um Beiträge für die Dokumentarserie Life Space zu realisieren. Ihr 1996 entstandener, unabhängiger Dokumentarfilm Jie Jie, der die Geschichte eines Zwillingspaares aufgreift, war in China zunächst verboten, fand jedoch international Beachtung. Weitere Regiearbeiten in diesem Bereich folgten.
Ihr erster Spielfilm war Fish and Elephant, der, 2001 veröffentlicht, sich als erster chinesischer Film einer lesbischen Liebe widmete. Er stellt zwei Frauen in den Vordergrund, die sich ineinander verlieben und mit der gesellschaftlichen Inakzeptanz von Homosexualität zu kämpfen haben. Der ausschließlich mit Laien besetzte Film war unter anderem im Programm der Filmfestspiele von Venedig 2001 und der Berlinale 2002 zu sehen und wurde international von Kritikern positiv aufgenommen, vom Standard bezeichnet als „ruhiger Film, der sich in der Geschlossenheit seiner Bilder auch formal als Ausschnitt präsentiert: als Blick in eine Gesellschaft, in der vieles nicht gesehen wird, weil es nicht gesehen werden darf.“
Hong yan war der Titel ihres nächsten Spielfilm-Projektes, das 2005 veröffentlicht wurde. Das Drama, auch unter dem englischen Titel Dam Street bekannt, konzentriert sich auf eine Jugendliche, die, als ihre Schwangerschaft ans Licht kommt, von der Schule verwiesen sowie von der Gesellschaft gemieden wird und das Kind zur Adoption freigibt. Als Erwachsene ist sie Sängerin und führt eine Freundschaft zu einem kleinen Jungen. Das Drehbuch hatte ursprünglich eine andere Handlung, musste aber geändert werden, um nicht zensiert zu werden. Hong yan, das auch in der Gunst der Kritiker im Ausland stand, brachte Li Yu den Regiepreis auf dem Flanders International Film Festival und C.I.C.A.E-Preis bei den Filmfestspielen von Venedig ein.
Im Wettbewerb der Berlinale 2007 lief ihr dritter Spielfilm Ping guo bzw. Lost in Beijing – Alles ist möglich, der damit die Chance auf den Goldenen Bären hatte. Der Film handelt von einem aus der Landregion Chinas in die Hauptstadt Peking ziehenden Ehepaar, das dort Arbeit findet und genug Geld verdient. Die Ehefrau wird von ihrem Arbeitgeber auf einer Party vergewaltigt, der Ehemann erfährt dies und erpresst daraufhin den Arbeitgeber. Obwohl das Drehbuch von der chinesischen Zensurbehörde akzeptiert wurde, wurde der Film selbst zunächst nur zensiert freigegeben, da er ein negatives Bild der Stadt Peking zeigen würde. Auf der Berlinale wurde der Film in einer ungeschnittenen Originalfassung gezeigt.

## Filmografie
- 1996: Jie jie
- 1997: Shou wang
- 1998: Guang rong yu meng xiang
- 2001: Fish and Elephant (今年夏天,  jīn nián xià tián)
- 2005: Hong yan (紅顏 / 红颜,  hóng yán)
- 2007: Lost in Beijing – Alles ist möglich (苹果,  píng guǒ)
- 2010: Buddha Mountain (Guan yin shan)